# Эворский собор
Эворский собор (порт. Sé de Évora) — католический храм в городе Эвора в Португалии, кафедральный собор архиепархии Эворы. Один из старейших и важнейших местных памятников, расположенный в самой высокой точке города. Является частью исторического центра. Строительство собора началось в 1186 году, завершилось в 1250 году. Освящён в 1204 году. Сооружение возведено из гранита, стиль постройки переходит от романского к готическому. В XV— XVI веках здание собора обзавелось высоким хором, кафедрой, баптистерием и аркой из часовни Божией Матери Милосердия, также известной как Мануэлинская часовня Esporão — редкий экземпляр гибридной архитектуры, датированной 1529 годом. Элементы архитектуры барокко включали в себя алтари, состоящие из золотых и других предметов роскоши. Ещё в XVIII веке король Жуан V приложил руку к появлению нового алтаря в соборе, где множество мрамора сочеталось с романо-готической строгостью храма. В 1930 году, по просьбе архиепископа Эворы, храму было присвоено звание Малой Базилики. В последующие годы были проведены реставрационные работы, такие как снос часовни XVIII века.
В 1988 году собор стал объектом Всемирного наследия ЮНЕСКО.

## Архитектура

### Внешний вид
Главный фасад собора Эворы, построенный из розового гранита, напоминает Лиссабонский собор. Две массивные башни средневековой эпохи, возведённые в XVI веке, обрамляют притвор (входную галерею), который окружает главный портал. Над притвором находится большое окно с готическим узором, которое освещает внутреннее убранство собора. Каждая башня имеет различные конические шпили, один из которых покрыт средневековыми цветными плитками. Как и другие португальские церкви того времени, внешние стены собора Эвора украшены зубчатыми стенами, а также декоративными аркадными консолями.
С южной стороны виднеется колокольня собора, чьи колокола на протяжении веков отмечали часы города. Наиболее символичным архитектурным фрагментом внешнего вида является Круизная Башня Можжевельника, возвышающаяся Фонарная башня, возведённая в царствование Диниса, который является экслибрисом собора и одним из самых известных районов города. Фонарная башня имеет ряд окон, которые омывают зону трансепта светом. Её шпиль, как и шпиль башни над пересечением трансепта, окружён шестью турелями, каждая из которых является миниатюрной копией самой башни. Дизайн Фонарной башни напоминает другие церкви в долине Дуэро: Саморский собор и Торре-дель-Галло Старого собора Саламанки, Санта-Мария-ин-Торо. Мигель Собрино предложил в качестве модели романский купол над собором Сантьяго-де-Компостела, который был заменён готическим в XV веке.
Проём главного портала является шедевром португальской готической скульптуры. Мраморные колонны украшены огромными статуями апостолов, выполненными в 1330-х годах, возможно, скульпторами Мастером Перо (Местре Перо) и Тело Гарсия. Такие отдельно стоящие готические скульптуры довольно редки в Португалии. Они обычно ассоциируются с мемориальными могилами. В дополнение к главному портику есть ещё два входа: Солнечные ворота, обращённые на юг с готическими арками, и Северные ворота, перестроенные в период барокко.

### Интерьер
Собор Эворы, построенный в основном между 1280 и 1340 годами, был спроектирован в соответствии с планом Лиссабонского собора, который был построен во второй половине 12-го века в романском стиле. Как и эта церковь, строители Эворского собора спроектировали церковь с латинским крестом с трансептом, с тремя нефами, трифорием (арочная галерея над центральным нефом) и апсидой с тремя часовнями. Внутри собора расположено три больших нефа длиной около 80 метров, таким образом, он является самым большим собором в Португалии. В центральном нефе находится алтарь в стиле барокко с готическими изображениями Богородицы, вынашивающей дитя, из полихромного мрамора (работы Носса Сеньора ду О XV века) и многоцветная ренессансная статуя Архангела Гавриила, приписываемая Оливье из Гента (XVI век).
В центральном нефе также можно полюбоваться великолепным трубным органом. Большой неф имеет заострённый свод. Внутреннее пространство подчеркивается использованием белого раствора на голых высоких стенах, столбах и сводах.
Средокрестие трансепта увенчано куполом, поддерживаемым пендентивами, и восьмиугольным фонарём. Трансепты освещаются двумя готическими розовыми окнами, одно — с утренней звездой, а другое — с мистической розой.
У входа, в первых двух отсеках, находится высокий хор Мануэлина работы архитектора Диого де Арруды (начало XVI века) с прекрасными готическими сводами. В верхней части хора расположены полати, выполненные в стиле маньеризма, вырезанные из дуба в 1562 году скульпторами из Антверпена. Они украшены мифологическими скульптурными рельефами и сценами из придворной жизни, охотничьими зарисовками и фрагментами фермерской жизни. Рядом со входом также находится древний орган, старейший из всё ещё действующих в Португалии, выполненный Хейтором Лобо примерно в 1544 году. Слева от входа находится небольшой баптистерий с фреской, изображающей Крещение Христа, азулежу XVIII века и кованые перила Мануэлино XVI века.

### Главная часовня
Главная часовня была полностью перестроена между 1718 и 1746 годами, работа была оплачена королем Жуаном V. Главным архитектором был Жоан Фредерико Людовиче, немец, который был королевским архитектором и ранее проектировал церковь во дворце Мафра. Король и его архитектор предпочитали стиль римского барокко с отделкой из полихромного мрамора (зелёный мрамор из Италии, белый мрамор из Монтесклароса, красный и чёрный мрамор из Синтры) и расписными алтарями. Строительство этой работы было связано с необходимостью места для канонов, так как в XVIII веке великолепие литургических церемоний требовало большего числа духовенства. Таким образом, готическая часовня была принесена в жертву. Она сочетает в себе белый, зелёный и розовый мрамор.
Хотя её стиль на самом деле не вписывается в средневековый интерьер собора, главная часовня, тем не менее, является элегантным шедевром барокко. Главный алтарь украшен скульптурным декором итальянца Антонио Беллини. Португальский скульптор Мануэль Диаш является автором изображения распятого Иисуса над алтарём, основанного на рисунке португальского художника Виейры Лузитано. Роспись главного алтаря была выполнена итальянцем Агостино Мазуччи.
Часовня в левом трансепте (Capela do Esporão) была перестроена в 1520-х годах в стиле мануэлино. В настоящее время там расположен мраморный портал эпохи Возрождения с мраморной скульптурой Николя Шантерена, готический свод и маньеристичный алтарь с картиной «Снятие с креста» Франсиско Нуньеса (ок. 1620). В часовне в правом трансепте находится могила гуманиста Андре де Резенде (XVI век). Также в часовнях захоронены Жуан Мендес де Васконселуш, губернатор Луанды во время правления Мануэля I, и Альвару да Кошта, посол и оружейник короля Мануэля.
В музее Эворы хранятся 13 панелей оригинального фламандского стола главной часовни. Этот стол епископ Афонсу де Португал заказал в мастерской Брюгге примерно в 1500 году.

### Клуатр
Клуатр собора был возведён между 1317 и 1340 годами в готическом стиле. Здесь также заметно сильное влияние Лиссабонского собора. Несмотря на присутствие в отделке позднеготического орнамента, использование гранита как основного строительного материала придаёт массивности зданиям.
В каждом углу галереи, обрамляющей внутренний двор, расположена мраморная готическая статуя одного из четырёх евангелистов. В Капеле-ду-Фундадор — погребальной часовне епископа Д. Педро, который руководил строительством клуатра, сохранена его гробница, которую окружают статуя Архангела Гавриила и полихромная статуя Девы Марии. С верхнего этажа галереи, до которого можно добраться по винтовой лестнице, открывается великолепный вид на собор и окружающий пейзаж.

## Музей кафедрального собора
Экспонаты в музее собора включают в себя:
- скипетр кардинала-короля Энрике, ювелирная работа 16-го века в стиле мануэлино
- похожая на головоломку, 12-дюймовая готическая статуя Девы Марии из слоновой кости, с триптихом с девятью сценами её жизни — французское произведение искусства 13-го века.
- реликварий Санто-Леньо (Священное дерево) 17-го века, предположительно содержащий части Животворящего Креста, из позолоченного серебра и полихромированной эмали, инкрустированные 1426 настоящими драгоценными камнями (840 бриллиантов, 402 рубина, 180 изумрудов, два сапфира, один гиацинт и одна камея).
- коллекция канонических произведений XVII и XVIII веков.
- Картины Грегорио Лопеша, Кристобаля де Фигейреду, Гарсия Фернандеша и других художников.

Эворский собор - Sé Catedral de Évora
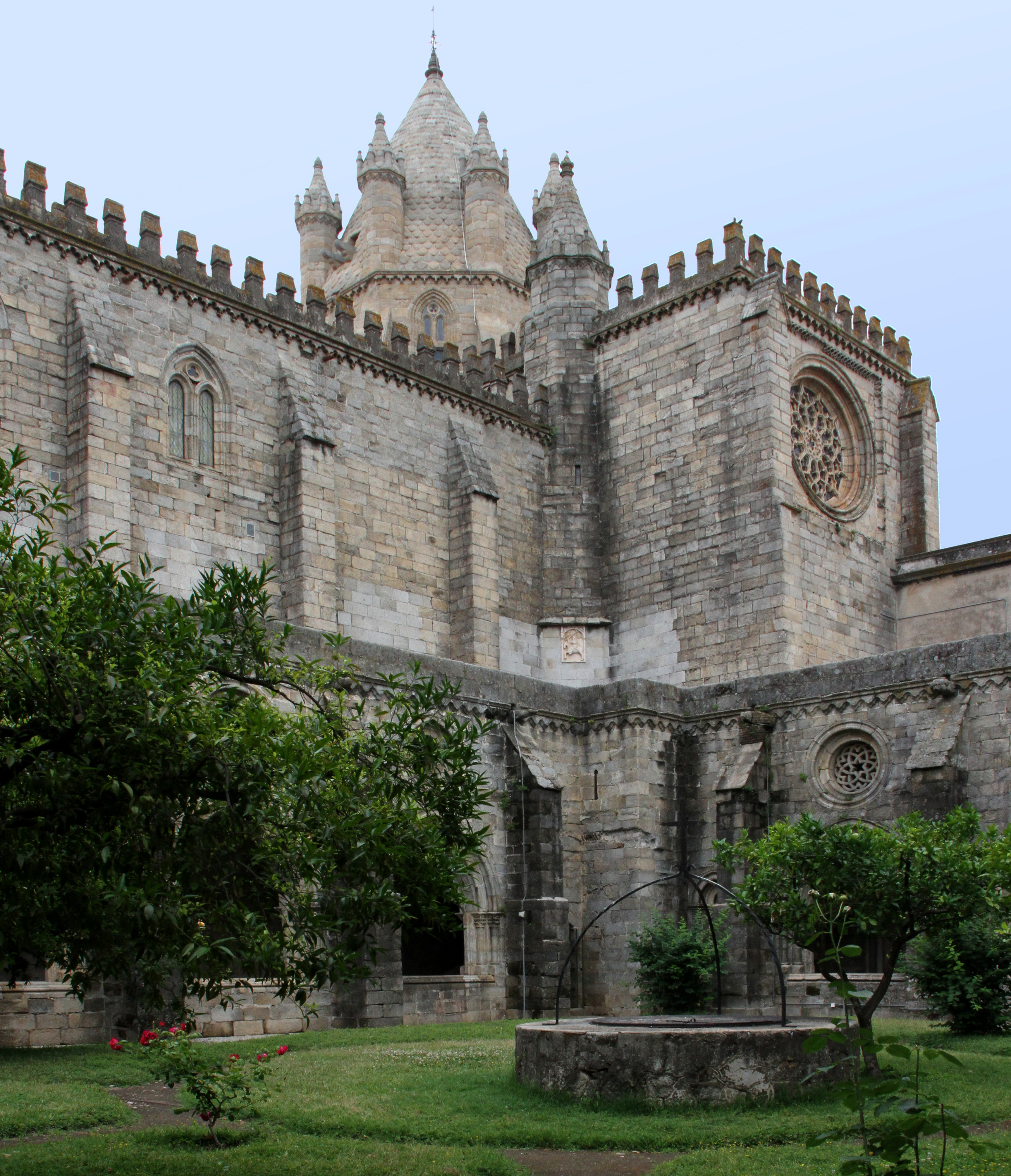
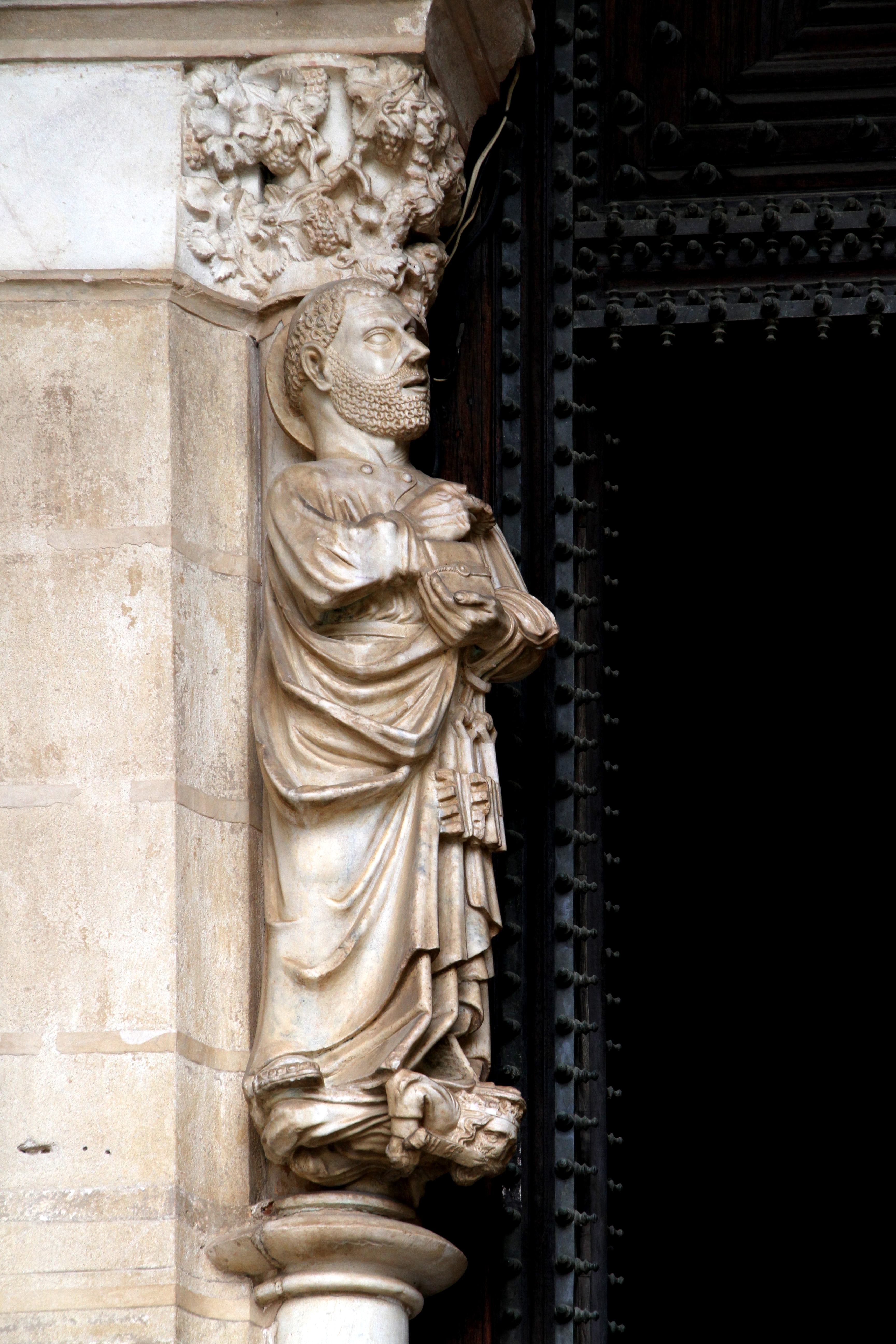
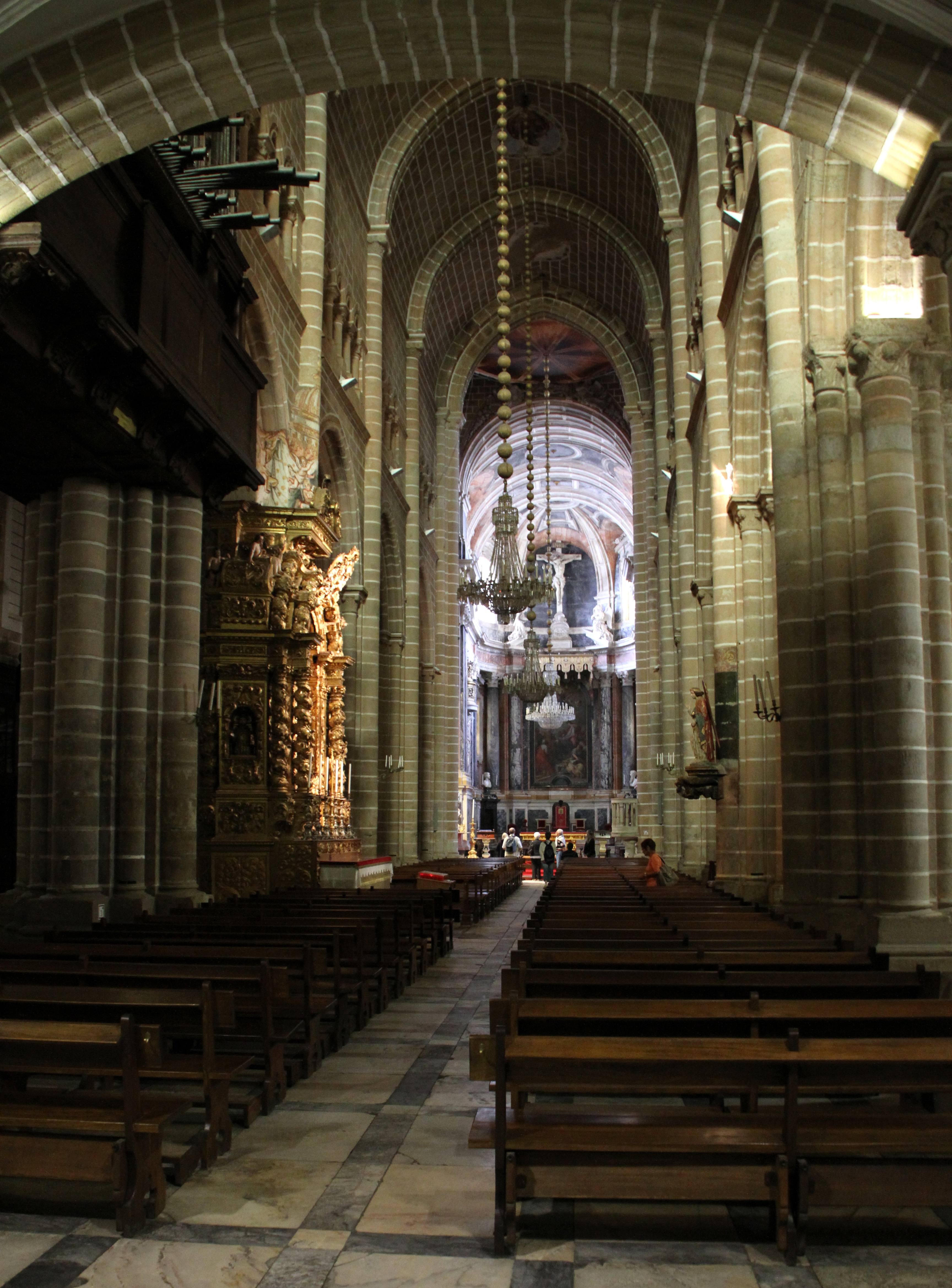
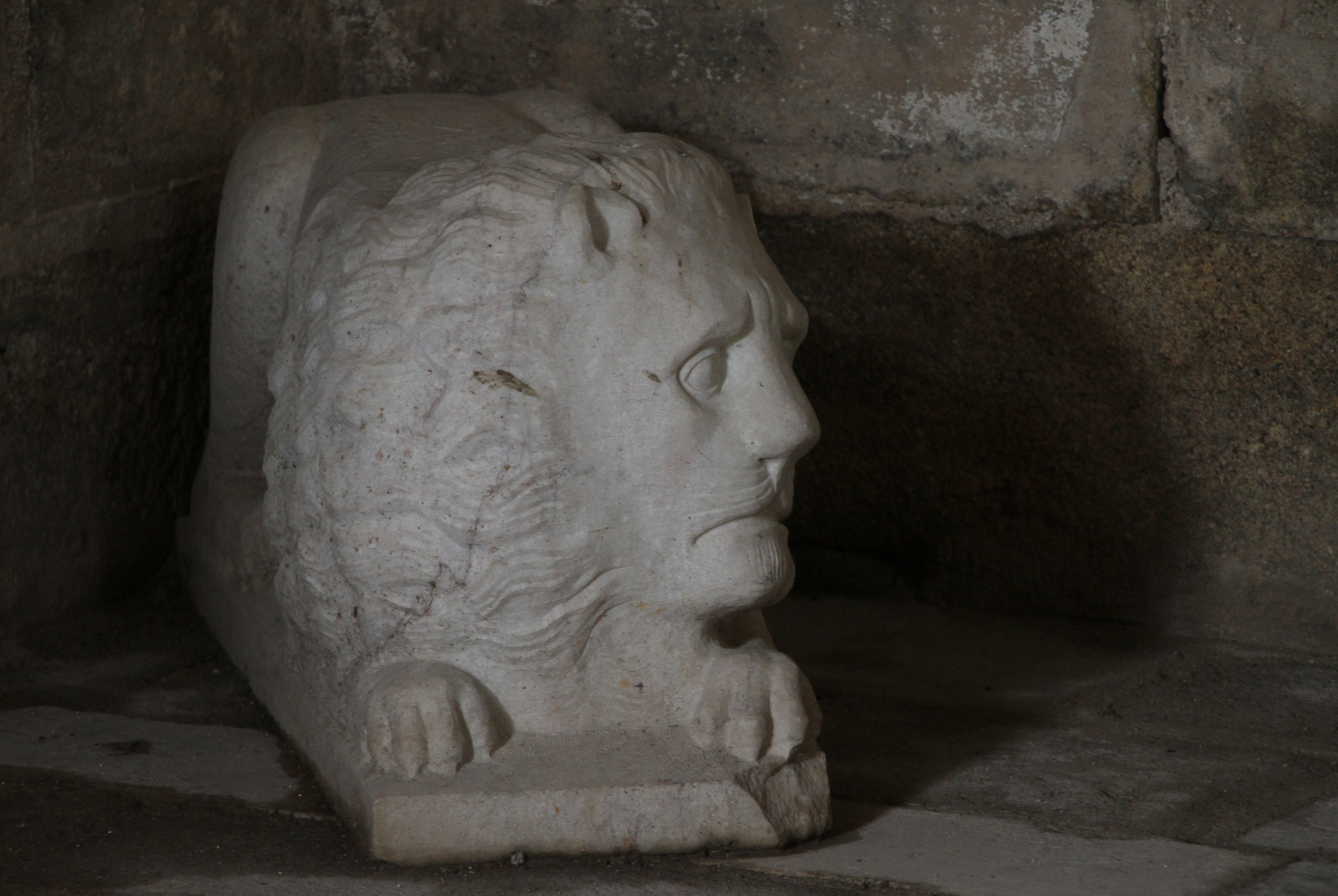
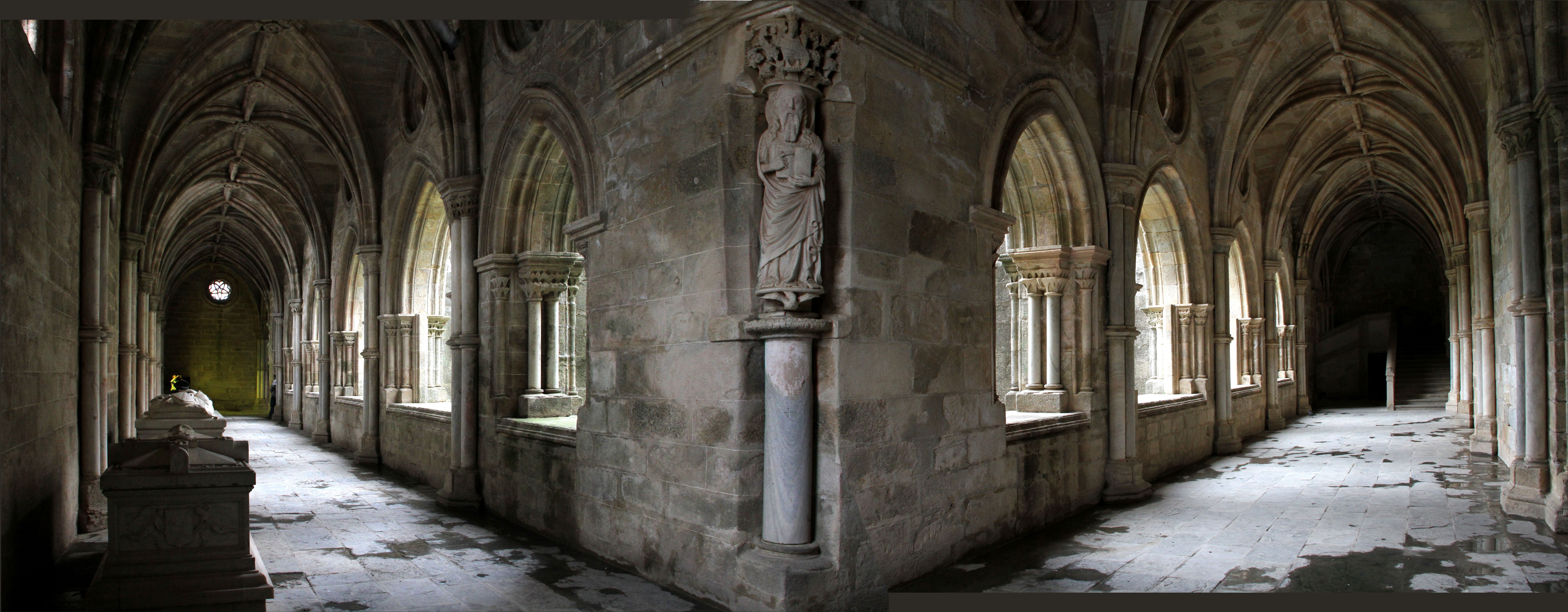
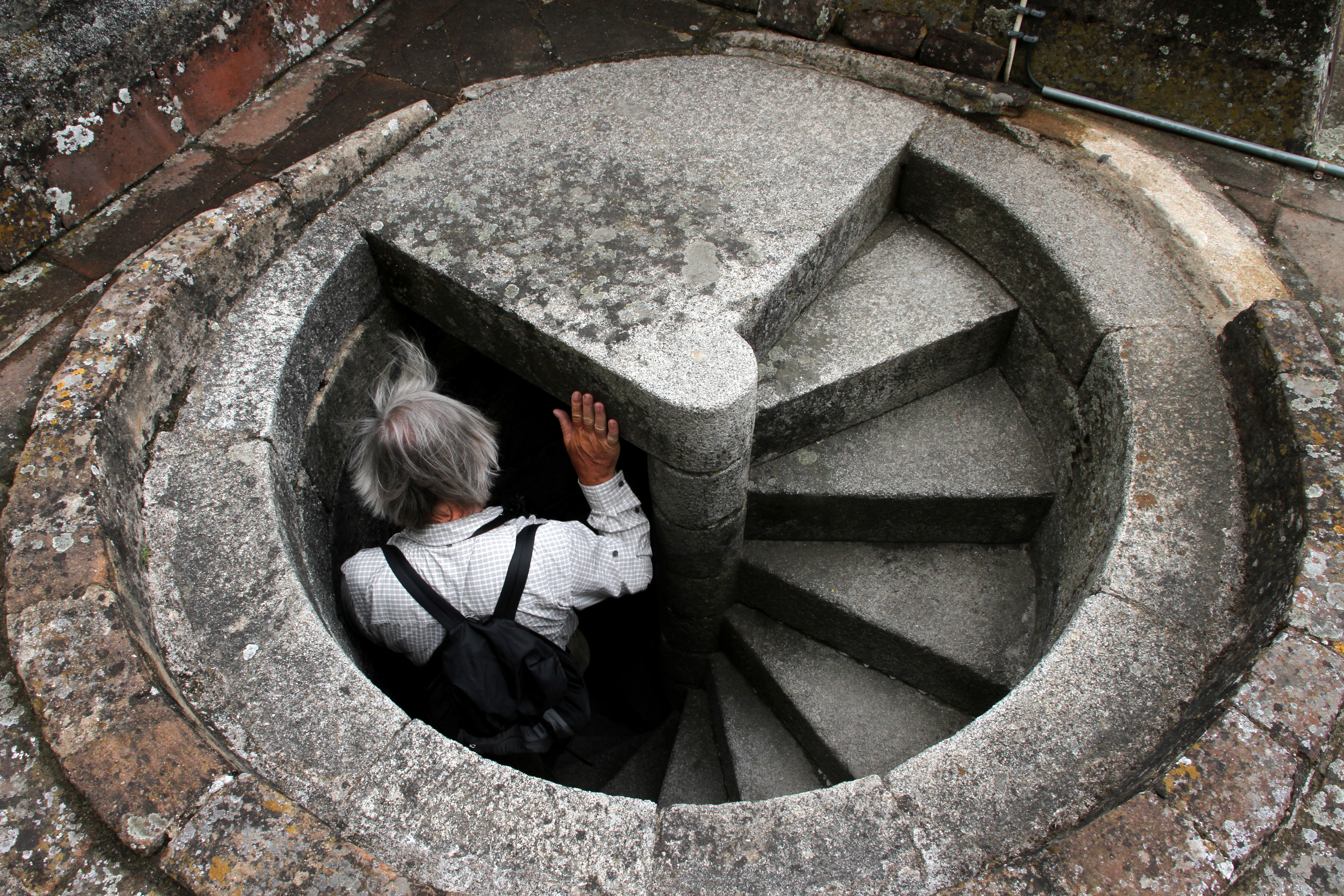
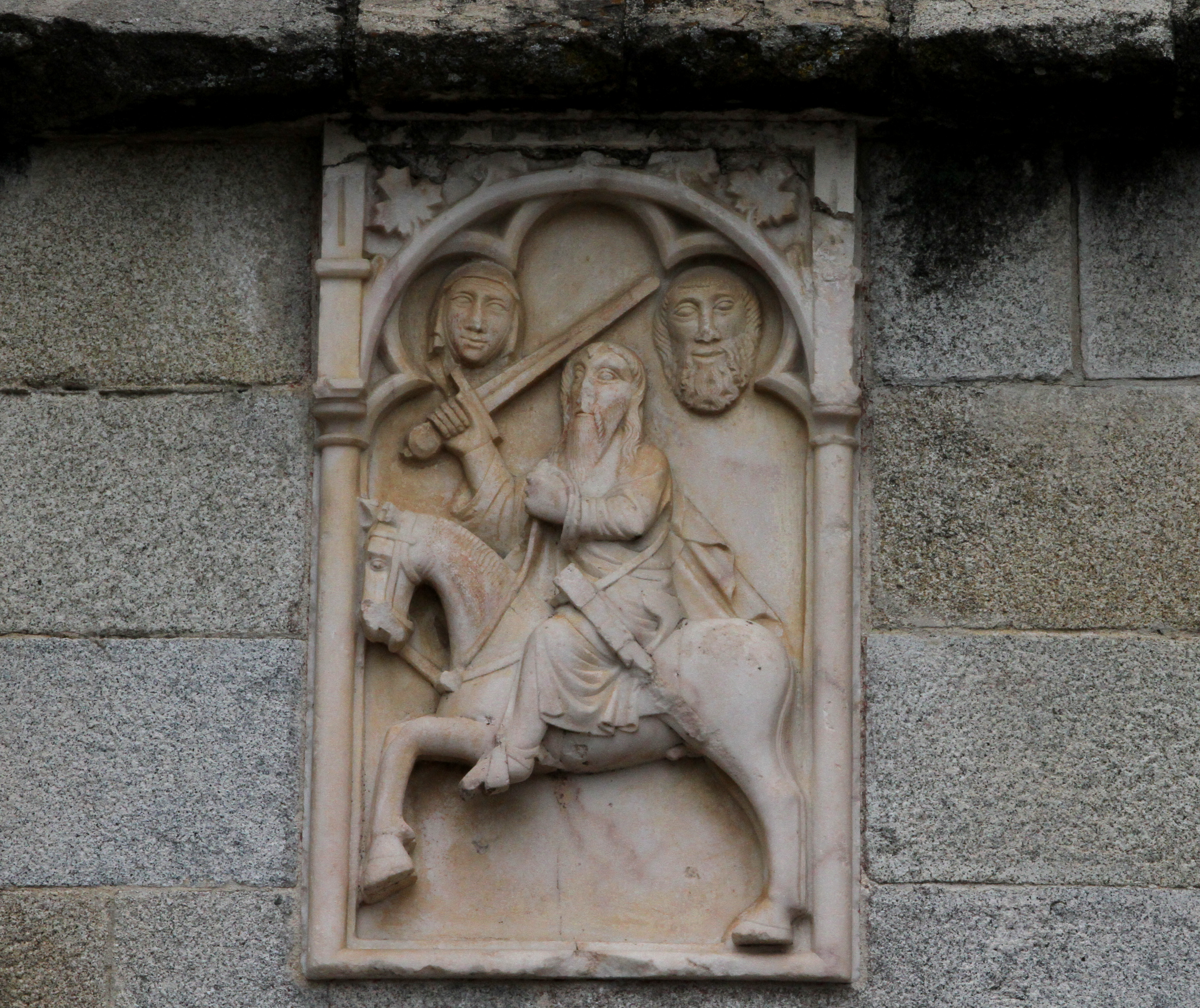
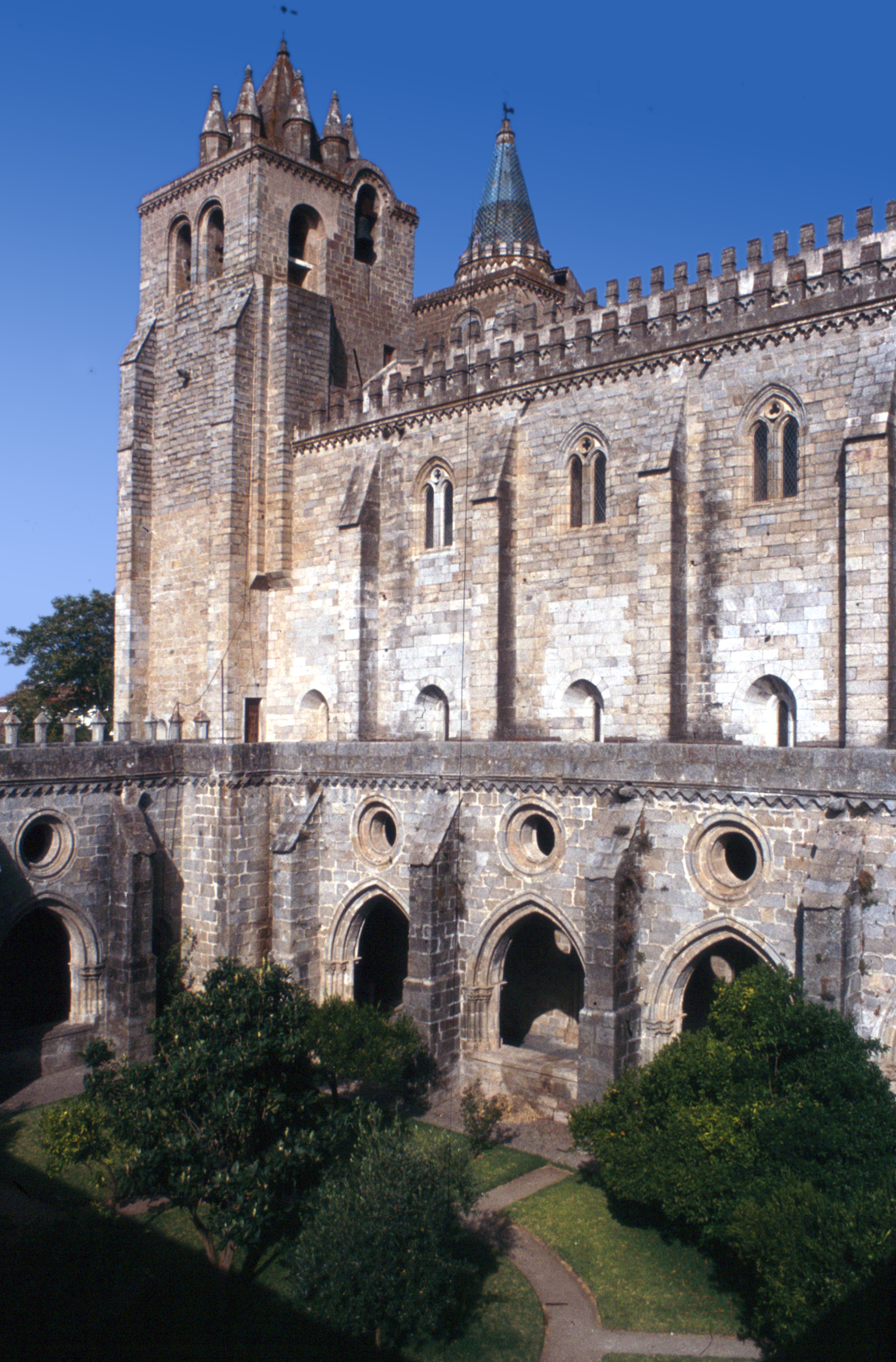